# قانون ليتل
يعتبر قانون ليتل أحد النظريات الرياضية في إطار نظرية الطابور وهي أحد فروع نظرية الاحتمالات، وينص هذا القانون الذي صاغه جون ليتل علي: 
متوسط عدد العملاء داخل نظام L يكون مساويا لحاصل ضرب متوسط معدل توافد العملاء λ في متوسط زمن بقاء العميل داخل النظام w كما بالمعادلة: {\displaystyle L=\lambda W.}.
وعلي الرغم من القانون يبدو بالحدس منطقيًا إلا أنه يعتبر إنجازًا عظيمًا حيث لا يتأثر القانون بتغير شكل التوزيع الاحتمالي لعملية توافد العملاء كما لا يتأثر بتغير التوزيع الاحتمالي لزمن أداء الخدمة أو ترتيب الخدمة أو أي من العوامل الأخرى.
يمكن تطبيق هذا القانون علي أي نظم فرعية داخل أي نظام انتاجي سواء اكان عملية تصنيع أو خدمة. فعلى سبيل المثال في البنك يمكن اعتبار طابور العملاء نظامًا فرعيًا وكل صراف من الصرافين نظامًا فرعيًا اخر، ويمكن تطبيق «قانون ليتل» علي كل منهم كما يمكن تطبيقه علي النظام ككل. تنحصر شروط تطبيق القانون في ان يكون النظام في حالة من الاستقرار والثبات دون انقطاع بما يستبعد حالات فترات بداية العمل وانهاؤه.
ويمكن أيضا في بعض الحالات ليس فقط ربط متوسط عدد العملاء داخل النظام بمتوسط زمن الانتظار ولكن أيضا ربط كامل التوزيع الاحتمالي لعدد العملاء بزمن الانتظار.

## تاريخ
في عام 1954 اتخذت احدي الاوراق البحثية قانون ليتل كحقيقة واستخدمته دون برهان. اما الصيغة L=λw فقد نشرت بواسطة فيليب م مورس عندما تحدي القراء ان يجدوا ولو حالة واحدة لا تصلح لها الصيغة التي نشرها. وفي عام 1966 نشر ليتل برهانه للقانون ليثبت انه لا وجود لمثل تلك الحالة التي لا ينطبق عليها القانون. وتبع ليتل بعد ذلك جويل بتقديم برهانا أكثر بساطة ثم برهانا اخر بواسطة أيلون. كما نشر شالير ستيدهام في عام 1972 برهانا حدسيا مختلفا.

## أمثلة

### حساب زمن الاستجابة
لنفرض ان لدينا نظاما معينا يصعب حساب زمن الاستجابة الخاص به

## تقدير البارامترات
لاستخدام قانون ليتل علي البيانات لابد من استخدامه لتقدير البارامترات حيث قد لا يكون القانون صالحا للتطبيق مباشرة علي بيانات مأخوذة علي فترات زمنيه محدودة، وذلك بسبب بعض الصعوبات مثل كيفية التعامل مع الأزمنة الخاصة بالعملاء الموجودين بداخل النظام عند بداية فترات القياس وكذلك العملاء الذين لم يغادروا النظام عند إيقاف القياس.